# 효소황후
효소황후(孝昭皇后, 기원전 88년 ~ 기원전 37년)는 중국 전한 8대 황제 소제의 황후며, 폐제 시절에는 황태후, 선제와 원제 시절 태황태후였다. 성은 상관(上官)이다. 아버지는 농서군 상규현 사람 상관안이며 어머니는 곽광의 딸이다.

## 생애
상관안은 당시 소제의 보정 상관걸의 아들로, 보정 중 제1인자인 곽광의 외손녀이기도 한 자기 딸을 소제의 황후로 들이려 했으나 곽광은 그가 어리므로 반대했다. 이에 상관안은 어린 황제의 양육을 맡은 갑장공주의 애인 정외인을 자기 편으로 끌어들이니, 상관안의 딸은 갑장공주의 첩여로 들어갔고 달포가 지나 시원 4년(기원전 83년) 갑인일에 막 6세의 나이로 황후가 되었다. 6월에는 고제의 종묘에 알현했다. 상관안은 황후의 아버지로서 거기장군이 됐고 나중에 표기장군이 됐으며 이듬해(기원전 82년) 6월에는 상락후(桑樂侯)에 봉해졌다. 당시 곽광이 휴가 나가고 할아버지 상관걸이 대신 영상서사를 지내고 있어서 재빠르게 일을 처리했다. 이후 상관씨는 외척의 지위를 바탕으로 곽광과 정권을 다투었다.
기원전 80년, 상관씨가 모반으로 주멸될 때에는 나이가 어려 가담하지 않았고 곽광의 외손이기도 해 지위를 보전했다. 어머니는 전에 죽어 무릉곽 동쪽에 장사지내고 경부인(敬夫人)으로 추존했으며, 2백 가를 내리고 장승(長丞)에게 법대로 무덤을 지키게 했다. 그리고 자기 개인 노비로 상관걸과 상관안의 무덤을 지키게 했다.
곽광이 효소황후가 소제의 총애를 홀로 받아서 아들을 낳기를 원해, 소제가 병을 앓자 신하들과 어의들이 곽광의 뜻을 살펴 후궁들을 궁에 나아가지 못하게 했다. 기원전 74년, 소제가 죽고 창읍왕이 뒤를 이으면서 15세의 나이로 황태후가 되었다. 창읍왕을 곽광이 폐하려 하여 상소를 올리자 이를 승인하고, 선제를 제위에 올리니 선제가 즉위한 후 태황태후가 되었다. 이후 선제의 후사 원제 시절까지 살다가 건소 2년(기원전 37년), 52세로 죽어 소제의 능 평릉에 합장되었다.